# داوود شیرازی
داوود شیرازی٬ نوازندهٔ سرشناس تار در دوران قاجار٬ اهل ایران بود. او از مشهورترین موسیقیدانان کلیمی در ایران بوده است.

## زندگی هنری
داوود شیرازی در خاندانی که سال‌ها به موسیقی‌دانی شهرت داشتند، در شیراز متولد شد. او هم زمان با «میرزا عبدالله فراهانی» و «آقا حسین‌قلی» می‌زیست و بر ردیف موسیقی ایرانی مسلط بود. از «مرتضی نی‌داوود» درباره‌ٔ داوود شیرازی نقل شده که گفته است: زمانی که کودک بوده از مردم می‌شنیده که داوود شیرازی چنان سازی نواخته که بلبل بر روی دستهٔ سازش نشسته است.
«اسماعیل شیرازی» و «آقا جان» فرزندان داوود شیرازی بودند. آقا جان٬ نوازنده و مدرس تمبک بود. «بالا خان»٬ پدرِ مرتضی نی‌داوود از شاگردان آقاجان بوده است.